# 존스타운 홍수 국립기념지

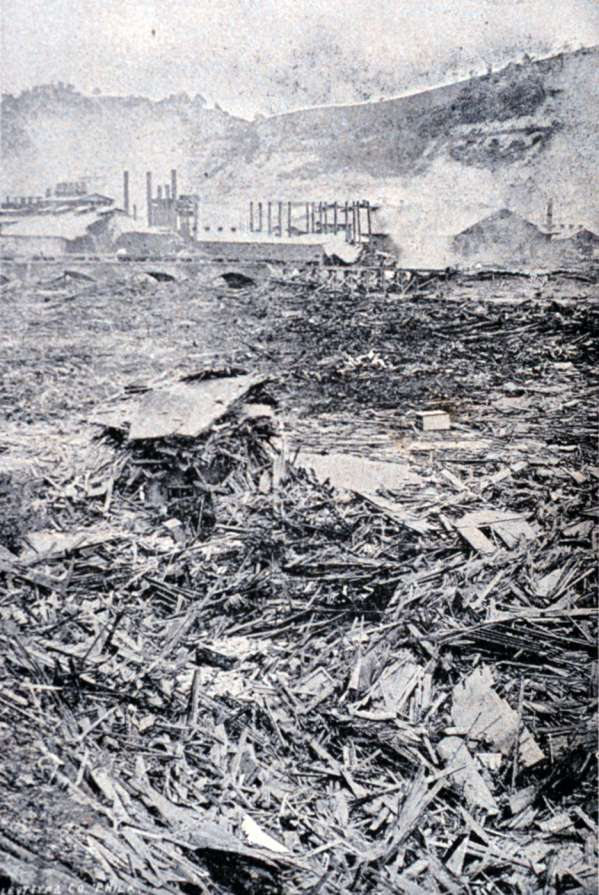
존스타운 홍수의 피해

존스타운 홍수 국립기념지(영어: Johnstown Flood National Memorial)는 미국 펜실베이니아주 존스타운에서 발생한 존스타운 홍수로 인해 2,200명 이상이 사망한 일을 되새기기 위해 1964년 8월 31일 지정되었다.

## 같이 보기
- 바이온트댐